# Academy of Criminal Justice Sciences
Die Academy of Criminal Justice Sciences (ACJS) ist eine internationale wissenschaftliche Vereinigung für Strafjustiz und Kriminologie mit Sitz in Greenbelt, Maryland. Sie entstand 1963 als Abspaltung der American Society of Criminology (ASC), von der sich die anwendungsbezogenen US-amerikanischen Polizeiwissenschaftler nicht mehr hinreichend repräsentiert sahen. Die ASC war ihnen zu theoretisch und soziologisch orientiert. Erster ACJS-Präsident war 1963/64 Donald F. McCall Amtierende Präsidentin (2024/25) ist Bitna Kim (Sam Houston State University).
Die ACJS hat über 1800 Mitglieder, unterhält 13 Fachsektionen und gibt drei Periodika heraus: Justice Quarterly, The Journal of Criminal Justice Education sowie Justice Evaluation Journal und den Newsletter ACJS Today. Die AJS veranstaltet jährliche Fachkonferenzen, das 62. ACJS-Meeting ist für März 2025 in Denver geplant.

## Liste der ACJS-Präsidentschaften
Folgende Personen wurden bisher zu ACJS-Präsidenten gewählt.:
- 2023–2024 Anthony Peguero
- 2022–2023	Denise Paquette Boots
- 2021–2022	Heather L. Pfeifer
- 2020–2021	Cassia Spohn
- 2019–2020	Prabha Unnithan
- 2018–2019	Faith Lutze
- 2017–2018	Nicole Leeper Piquero
- 2016–2017	Lorenzo M. Boyd
- 2015–2016	Brandon K. Applegate
- 2014–2015	Brian Payne
- 2013–2014	James Frank
- 2012–2013	Craig Hemmens
- 2011–2012	Melissa Hickman Barlow
- 2010–2011	James W. Marquart
- 2009–2010	Janice Joseph
- 2008–2009	W. Wesley Johnson
- 2007–2008	Ronald David Hunter
- 2006–2007	Jeffery T. Walker
- 2005–2006	Laura J. Moriarty
- 2004–2005	James O. Finckenauer
- 2003–2004	Steven P. Lab
- 2002–2003	Richard R. Bennett
- 2001–2002	Mittie D. Southerland
- 2000–2001	Todd Clear
- 1999–2000	Alida V. Merlo
- 1998–1999	Gary Cordner
- 1997–1998	Gennaro Vito
- 1996–1997	Donna Hale
- 1995–1996	Jay Albanese
- 1994–1995	Harry Allen
- 1993–1994	Francis Cullen
- 1992–1993	Robert Bohm
- 1991–1992	Ben Menke
- 1990–1991	Vincent Webb
- 1989–1990	Edward Latessa
- 1988–1989	Larry Gaines
- 1987–1988	Thomas Barker
- 1986–1987	Robert Regoli
- 1985–1986	R. Paul McCauley
- 1984–1985	Dorothy Bracey
- 1983–1984	Gilbert Bruns
- 1982–1983	Larry T. Hoover
- 1981–1982	Robert G. Culbertson
- 1980–1981	Harry More, Jr.
- 1979–1980	Larry Bassi
- 1978–1979	Richter H. Moore, Jr.
- 1977–1978	Richard Ward
- 1976–1977	Gordon E. Misner
- 1975–1976	George T. Felkenes
- 1974–1975	Felix M. Fabian
- 1973–1974	William J. Mathias
- 1972–1973	Richard A. Myren
- 1971–1972	Gordon E. Misner
- 1970–1971	Donald H. Riddle
- 1969–1970	B. Earl Lewis
- 1968–1969	Robert F. Borkenstein
- 1967–1968	Robert Sheenan
- 1966–1967	Richard O. Hankey
- 1965–1966	Arthur F. Brandstatter
- 1964–1965	Felix M. Fabian
- 1963–1964	Donald F. McCall